# Polynema flavipes
Polynema flavipes är en stekelart som beskrevs av Walker 1846. Polynema flavipes ingår i släktet Polynema och familjen dvärgsteklar. Inga underarter finns listade i Catalogue of Life.